# Ghatsbuulbuul
De ghatsbuulbuul (Hypsipetes ganeesa) is een zangvogel uit de familie Pycnonotidae (buulbuuls). De soort werd in 1832 wetenschappelijk beschreven door William Henry Sykes, een luitenant-kolonel in het Britse leger in India.

## Verspreiding en leefgebied
Deze soort komt voor in India en Sri Lanka en telt twee ondersoorten:
- H. g. humii: Sri Lanka.
- H. g. ganeesa: zuidwestelijk India.

## Status
De grootte van de populatie is niet gekwantificeerd maar de soort wordt omschreven als algemeen. Op de Rode lijst van de IUCN heeft deze soort de status niet bedreigd.